# Sullivan County (New York)
Sullivan County je okres ve státě New York ve Spojených státech amerických. K roku 2010 zde žilo 77 547 obyvatel. Správním městem okresu je Monticello. Celková rozloha okresu činí 2 582 km².